# Cobra Kai
Miss Karate Kid Karate Kid: Legends
Cobra Kai est une série télévisée américaine créée par Jon Hurwitz, Hayden Schlossberg et Josh Heald et diffusée entre le 18 juin 2018 et le 13 février 2025 sur YouTube Red puis Netflix.
L'action se déroule trente-quatre ans après le film Karaté Kid (1984), premier volet de la série de films du même titre. Les acteurs principaux du film originel, Ralph Macchio et William Zabka, reprennent leurs rôles respectifs de Daniel LaRusso et Johnny Lawrence.
La première saison est diffusée pour la première fois le 2 mai 2018 sur YouTube Red,. La seconde saison est diffusée en avril 2019 sur Youtube Premium. En juin 2020, Netflix acquiert les droits de la série et annonce une saison 3 qui a été publiée le 1er janvier 2021.
En octobre 2020, fort de son succès sur la plateforme, la série est renouvelée pour une saison 4, bien avant la diffusion de la saison 3. En août 2021, elle est renouvelée pour une saison 5, bien avant la diffusion de la saison 4. La saison 4 est diffusée dès janvier 2022.
La sixième et dernière saison sera composée de 15 épisodes, elle va être la plus longue saison de la série. Ces 15 épisodes seront décomposés en 3 parties de 5 épisodes : la première partie est sortie le 18 juillet 2024, la deuxième partie le 15 novembre 2024 et enfin, les derniers épisodes sortent le 13 février 2025.

## Synopsis
Johnny Lawrence a désormais la cinquantaine et est à la dérive. Il vit désormais dans le quartier de Reseda, bien loin du luxe d'Encino où il vivait avec son beau-père tyrannique, Sid Weinberg. Johnny a eu un fils, Robby, avec Shannon Keene, sa compagne de l'époque. Mais il les a tous les deux abandonnés le jour de la naissance, qui coïncide avec celui de la mort de sa mère, Laura.
Après avoir perdu son emploi, Johnny va tenter de rouvrir le dojo de karaté Cobra Kai. Ce faisant, il ravive sa rivalité avec Daniel LaRusso, qui de son côté a réussi dans les affaires, mais lutte pour maintenir l'équilibre dans sa vie en l'absence des conseils de son mentor, M. Miyagi. Daniel est marié à Amanda avec laquelle il a deux enfants : Samantha et Anthony.
Les deux hommes font face aux démons du passé et aux frustrations du présent de la seule façon qu'ils connaissent : les arts martiaux et plus particulièrement le karaté.

## Distribution
| Personnage           | Acteur              | Saisons    | Saisons    | Saisons    | Saisons    | Saisons    | Saisons    | Saisons    | Saisons    |
| Personnage           | Acteur              | 1          | 2          | 3          | 4          | 5          | 6          | 6          | 6          |
| Personnage           | Acteur              | 1          | 2          | 3          | 4          | 5          | Partie 1   | Partie 2   | Partie 3   |
| -------------------- | ------------------- | ---------- | ---------- | ---------- | ---------- | ---------- | ---------- | ---------- | ---------- |
| Daniel LaRusso       | Ralph Macchio       | Principal  | Principal  | Principal  | Principal  | Principal  | Principal  | Principal  | Principal  |
| Johnny Lawrence      | William Zabka       | Principal  | Principal  | Principal  | Principal  | Principal  | Principal  | Principal  | Principal  |
| Amanda LaRusso       | Courtney Henggeler  | Principale | Principale | Principale | Principale | Principale | Principale | Principale | Principale |
| Miguel Diaz          | Xolo Maridueña      | Principal  | Principal  | Principal  | Principal  | Principal  | Principal  | Principal  | Principal  |
| Robby Keene          | Tanner Buchanan     | Principal  | Principal  | Principal  | Principal  | Principal  | Principal  | Principal  | Principal  |
| Samantha LaRusso     | Mary Mouser         | Principale | Principale | Principale | Principale | Principale | Principale | Principale | Principale |
| Eli "Hawk" Moskowitz | Jacob Bertrand      | Récurrent  | Principal  | Principal  | Principal  | Principal  | Principal  | Principal  | Principal  |
| Demetri Alexopoulos  | Gianni DeCenzo      | Récurrent  | Principal  | Principal  | Principal  | Récurrent  | Principal  | Principal  | Principal  |
| John Kreese          | Martin Kove         | Invité     | Principal  | Principal  | Principal  | Principal  | Principal  | Principal  | Principal  |
| Tory Nichols         | Peyton Roi List     |            | Récurrente | Récurrente | Principale | Principale | Principale | Principale | Principale |
| Carmen Diaz          | Vanessa Rubio       | Récurrente | Récurrente | Récurrente | Principale | Principale | Principale | Principale | Principale |
| Terry Silver         | Thomas Ian Griffith |            |            |            | Principal  | Principal  |            | Principal  | Principal  |
| Kenny Payne          | Dallas Dupree Young |            |            |            | Récurrent  | Principal  | Principal  | Principal  | Principal  |

### Acteurs principaux
- Ralph Macchio (VF : Maurice Decoster ; Alexis Tomassian (version jeune)) : Daniel LaRusso
- William Zabka (VF : Alexis Victor ; Donald Reignoux (version jeune)) : Johnny Lawrence
- Courtney Henggeler (VF : Audrey Sourdive) : Amanda LaRusso
- Xolo Maridueña (VF : Damien Zanoly) : Miguel Diaz
- Tanner Buchanan (VF : Jim Redler) : Robby Keene
- Mary Mouser (VF : Camille Timmerman) : Samantha LaRusso
- Jacob Bertrand (VF : Baptiste Mège) : Eli « Hawk » Moskowitz (récurrent saison 1, principal saisons 2 à 6)
- Gianni Decenzo (VF : Tom Trouffier) : Demetri Alexopoulos (récurrent saisons 1 et 5, principal saisons 2 à 4 et 6)
- Martin Kove (VF : Patrice Keller) / Barrett Carnahan (VF : Gauthier Battoue) (version jeune) : John Kreese (invité saison 1, principale saisons 2 à 6)
- Peyton Roi List (VF : Olivia Luccioni) : Tory Nichols (récurrente saisons 2 et 3, principale saisons 4 à 6)
- Vanessa Rubio (VF : Sophie Riffont) : Carmen Diaz (récurrente saisons 1 à 3 , principale saisons 4 à 6)
- Thomas Ian Griffith (VF : Philippe Vincent) : Terry Silver (saisons 4 à 6)
- Dallas Dupree Young (en) (VF : Enzo Ratsito) : Kenny Payne (récurrent saison 4, principale saisons 5 et 6)

### Acteurs récurrents

#### Introduits dans la saison 1
- Hannah Kepple (VF : Clara Soares) : Moon
- Owen Morgan (VF : Jean-Cyprien Chenberg) : Bert
- Rose Bianco : Rosa Diaz (saisons 1, 2, 4, invitée saisons 3 et 5)
- Joe Seo (VF : Julien Crampon) : Kyler Park (saisons 1, 3 à 5, invité saison 6)
- Griffin Santopietro (VF : Clara Soares (saisons 1 à 3) puis Kylian Trouillard (depuis la saison 4)) : Anthony LaRusso (saisons 1, 2, 4 à 6, invité saison 3)
- Annalisa Cochrane (VF : Joséphine Ropion) : Yasmine (saisons 1, 3, 4, 5 et 6)
- Bret Ernst (VF : Erwan Tostain) : Louie LaRusso Jr. (saisons 1, 3, 4 et 5)
- Dan Ahdoot (en) (VF : Stéphane Pouplard) : Anoush Norouzi (saisons 1 à 3, invité saisons 4 et 5)
- Diora Baird (VF : Stéphanie Lafforgue) : Shannon Keene (saisons 1 et 2, invitée saisons 3, 4 et 5)
- Susan Gallagher (VF : Delphine Braillon) : Lynn (saisons 1 et 2, invitée saisons 3 et 4)
- Nichole Brown (VF : Valérie Bachère) : Aisha Robinson (saisons 1 et 2, invitée saison 4)
- Ed Asner (VF : José Luccioni) : Sid Weinberg (saison 1, invité saison 3)
- Vas Sanchez : Nestor (saisons 1 et 2, invité saisons 3 et 4)
- Bo Mitchell (VF : Maxime Baudouin) : Brucks (saisons 1 et 3)
- Kwajalyn Brown : Sheila (saison 1)
- Jonathan Mercedes (VF : Jean-Michel Vaubien) : A. J. (saison 1)

#### Introduits dans la saison 2
- Aedin Mincks (VF : Gabriel Bismuth-Bienaimé) : Mitch
- Khalil Everage (VF : Baptiste Marc) : Chris
- Nathaniel Oh (VF : Arthur Raynal) : Nathaniel
- Selah Austria (VF : Ninon Moreau) : Piper Elswith (saison 4, invitée saison 2)
- Paul Walter Hauser (VF : Charles Pestel (saison 2) puis Christophe Lemoine (depuis la saison 4)) : Raymond « la Rascasse » Porter (saisons 2 et 5, invité saisons 4 et 6)
- John Cihangir : Doug Rickenberger (invité saison 2, saison 3)

#### Introduits dans la saison 3
- Okea Eme-Akwari (VF : Jean-Baptiste Anoumon) : Shawn Payne (saison 3, invité saisons 4 et 6)
- Terry Serpico (VF : Jérôme Pauwels) : le capitaine Turner (saison 3, invité saison 5)
- Seth Kemp : Ponytail (saison 3)
- Yuji Okumoto (VF : Adrien Larmande) : Chozen Toguchi (saisons 5 et 6, invité saisons 3 et 4)

#### Introduits dans la saison 4
- Oona O'Brien (VF : Lou Howard) : Devon Lee (saisons 4 à 6)
- Milena Rivero (VF : Lana Ropion) : Lia Cabrera
- Brock Duncan (VF : Gaspard Laurent) : Zach Thompson

#### Introduits dans la saison 5
- Sean Kanan (VF : Thierry Ragueneau) : Mike Barnes (saison 5, invité saison 6)
- Alicia Hannah-Kim (VF : Armelle Gallaud) : Kim Da-Eun  (saisons 5 et 6)
- Carsten Norgaard (VF : Cyrille Monge) : Gunther Braun (invité saison 5, récurrent saison 6)

#### Introduits dans la saison 6
- Brandon H. Lee : Kwon Jae-Sung
- Daniel Kim : Yoon Do-Jin
- Lewis Tan (VF : Juan Llorca) : Sensei Wolf
- Patrick Luwis : Axel Kovačević
- Rayna Vallandingham (VF : Alexia Papineschi) : Zara Malik
- Jewelianna Ramos-Ortiz : Maria Álvarez
- Justin Ortiz : Diego Aguilar

### Invités
- David Shatraw (en) (VF : Gérard Darier) : Tom Cole (saisons 1 et 3)
- Ken Davitian (VF : Jacques Bouanich) : Armand Zarkarian (saisons 1 à 3)
- Randee Heller (VF : Jocelyne Darche) / (VF : Virginie Ledieu) (version jeune) : Lucille LaRusso (saisons 1, 2, 4 et 6)
- Candace Moon : Laura Lawrence, la mère de Johnny (saison 1, épisode 6 et saison 4, épisode 4)
- Kim Fields : Sandra Robinson (saison 2)
- Rob Garrison (VF : Patrick Bonnel) : Tommy (saison 2)
- Ron Thomas (VF : Jean-François Aupied) : Bobby Brown (saisons 2 et 3)
- Tony O'Dell (VF : Didier Cherbuy) : Jimmy (saison 2)
- Rebecca Lines : Candice Nichols, la tante de Tory (saison 4, épisode 6)
- Jesse Kove (VF : Emmanuel Garijo) : David (saison 3, épisode 2)
- Tamlyn Tomita (VF : Emmanuèle Bondeville) : Kumiko (saison 3, épisodes 4 et 5)
- Traci Toguchi : Yuna (saison 3, épisode 5)
- Elisabeth Shue (VF : Rafaèle Moutier) : Ali Mills (saison 3, épisode 9 et 10)
- Dee Snider (VF : Jean-Marc Charrier) : lui-même (saison 3, épisode 5)
- Julia Macchio (VF : Dorothée Pousséo) : Vanessa LaRusso (saison 4, épisode 8, saison 5, épisode 9 et saison 6, épisode 11)
- Carrie Underwood (VF : Ariane Aggiage) : elle-même (saison 4, épisode 9)
- Robyn Lively (VF : Marine Tuja) : Jessica Andrews (saison 5, épisode 5)

- Version française
  - Société de doublage : Audi'art[6],[7],[8]
  - Direction artistique : José Luccioni[6],[7],[8] (saisons 1 à 4) et Delphine Braillon[6],[8]
  - Adaptation des dialogues : Stéphane Salvetti, Michel Berdah, Éric Lajoie, Nathan Salvetti et Julien Delaneuville[7],[8]

 Source et légende : version française (VF) sur RS Doublage , AlloDoublage et Doublage Séries Database

## Production

### Genèse et contexte
La genèse de Cobra Kai prend ses racines dans la pop culture. Tout d'abord, William Zabka apparait en 2007 dans le clip de Sweep the Leg de No More Kings (en). Dans cette vidéo, dont il est également réalisateur, il se caricature dans le rôle de Johnny et inclut de nombreuses références au film ainsi que des caméos de Ron Thomas, Rob Garrison et Tony O'Dell (ses sbires dans les deux premiers films),.
Dans une interview en 2010, William Zabka s'amuse en présentant une vision humoristique disant qu'il est le véritable héros du film. Après cela, Ralph Macchio et William Zabka jouent leur propre rôle dans l'épisode 22 de la saison 8 de How I Met Your Mother. Dans cet épisode, Ralph Macchio est invité à l'enterrement de vie de célibataire de Barney Stinson, grand fan du film Karaté Kid. Cependant, Barney avoue qu'il déteste Ralph Macchio car selon lui Johnny est le vrai héros du film.

### Développement
La série Cobra Kai est officialisée le 4 août 2017, avec dix épisodes annoncés. Plusieurs offres sont faites par des diffuseurs comme Netflix, Prime Video, Hulu ou encore AMC. C'est finalement YouTube Red qui achète la série,.
James Lassiter et Caleeb Pinkett d'Overbrook Entertainment participent à la production, en association avec Sony Pictures Television.
Le 20 janvier 2023, la production annonce via un communiqué que la 6e saison marquera la conclusion de la série.

### Diffusion
La première saison est diffusée dès le 2 mai 2018 sur YouTube Red. La seconde saison débute le 24 avril 2019. La série est ensuite renouvelée pour une saison 3, initialement annoncée pour 2020,.
En 2020, Deadline.com annonce que la série va quitter YouTube, qui n'était plus intéressé. En juin 2020, il est annoncé que la série sera désormais sur Netflix. La plateforme diffuse ainsi les deux premières saisons et annonce une troisième prévu pour le 1er janvier 2021.
En octobre 2020, à la suite du succès de la série sur sa plateforme, Netflix la renouvelle pour une quatrième saison bien avant la diffusion de la troisième. Celle-ci est prévue pour le 31 décembre 2021.
En août 2021, Netflix la renouvelle pour une cinquième saison bien avant la diffusion de la quatrième. Celle-ci est prévue pour le 9 septembre 2022 sur la plateforme.

### Attribution des rôles

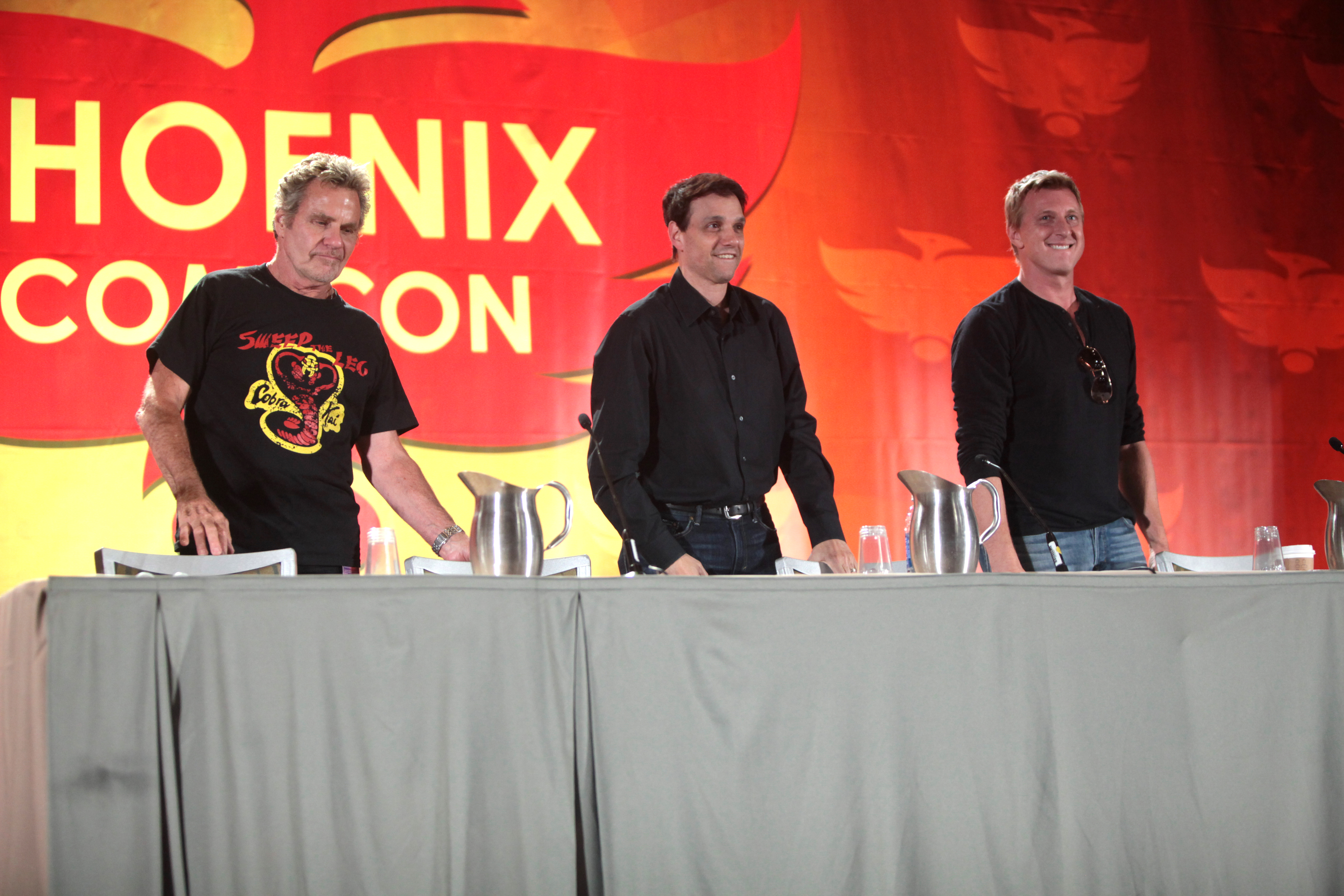
De gauche à droite : Martin Kove, Ralph Macchio et William Zabka en 2016

William Zabka et Ralph Macchio reprennent leurs rôles respectifs des trois premiers films Karaté Kid, Johnny Lawrence et Daniel LaRusso. Randee Heller revient elle aussi dans le rôle de Lucille, la mère de Daniel.
La distribution de la saison 1 est annoncée en octobre 2017. Xolo Maridueña, Mary Mouser, Tanner Buchanan ou encore Courtney Henggeler rejoignent Ralph Macchio et William Zabka. Ed Asner est ensuite confirmé dans le rôle du beau-père de Johnny, Sid Weinberg,. En décembre 2017, Vanessa Rubio est choisie pour incarner la mère de Miguel.
Ralph Macchio, William Zabka, Xolo Mariduena, Tanner Buchanan, Mary Mouser et Courtney Henggeler sont tous de retour pour la saison 2. Ils sont rejoints pour cette seconde saison notamment par Paul Walter Hauser et Peyton Roi List,.
Martin Kove (John Kreese) rejoint la série comme personnage principal pour la saison 2, après un caméo à la fin de la saison 1. 
Pour la troisième saison Ralph Macchio, William Zabka, Xolo Mariduena, Tanner Buchanan, Mary Mouser, et Courtney Henggeler sont tous de retour. Elisabeth Shue (Ali Mills), Ron Thomas (Bobby Brown), Tamlyn Tomita (Kumiko), Traci Toguchi (Yuna), Yuji Okumoto (Chozen Toguchi) sont quand eux annoncé comme invités pour cette saison.
Pour la quatrième saison les actrices Vanessa Rubio et Peyton Roi List sont promues principales, tandis que Dallas Dupree Young (en) et Oona O'Brien rejoignent le casting de la saison pour des rôles récurrent. Aussi, il est annoncé que Thomas Ian Griffith rejoindrait le casting principal de la saison 4 reprenant ainsi son rôle de Terry Silver. Yuji Okumoto (Chozen Toguchi) et Randee Heller (Lucille LaRusso) sont quand eux annoncé comme invités pour cette saison.
Pour la cinquième saison, il est annoncé que Sean Kanan allait reprendre son rôle de Mike Barnes, tandis qu'Alicia Hannah-Kim rejoint la distribution de la saison pour interprété Kim Da-Eun.

### Tournage
Le tournage de la première saison débute en octobre 2017 à Atlanta. Il a lieu dans d'autres villes de Géorgie, comme Union City, Marietta et Conyers,.
Quelques plans extérieurs sont tournés à Los Angeles, notamment dans les quartiers de Tarzana et Encino, ainsi que dans des villes californiennes comme Norwalk et Reseda (deux villes présentes dans les films).
Le tournage de la deuxième saison débute en septembre 2018 à Atlanta, puis a lieu dans des villes autour comme Marietta et Union City,.
Le tournage de la saison 4 de Cobra Kai a débuté le 20 janvier 2021 et devrait se terminer environ 3 mois plus tard soit le 15 avril.

## Épisodes

### Première saison (2018)
La première saison est diffusée pour la première fois le 2 mai 2018 sur YouTube Red. Elle franchit le cap des 50 millions de vues le 31 octobre 2018.
1. Le Roi des tarés (Ace Degenerate)
2. Frappe le premier (Strike First)
3. Esqueleto (Esqueleto)
4. Cobra Kai ne meurt jamais (Cobra Kai Never Dies)
5. Compensation (Counterbalance)
6. Frisson  (Quiver)
7. All Valley (All Valley)
8. Mue (Molting)
9. Différents mais pareils (Different but Same)
10. Pitié (Mercy)

### Deuxième saison (2019)
La deuxième saison est diffusée pour la première fois le 24 avril 2019 sur YouTube Premium.
1. Pitié (2e partie) (Mercy Part II)
2. De retour en noir (Back in Black)
3. Feu et glace (Fire and Ice)
4. Le moment de vérité (The Moment of Truth)
5. Tout compris (All In)
6. À droite (Take a Right)
7. Accalmie (Lull)
8. Gloire de l'amour (Glory of Love)
9. Pulpo (Pulpo)
10. Aucune Pitié (No Mercy)

### Troisième saison (2021)
La troisième saison est disponible depuis le 1er janvier 2021 sur Netflix.
1. Conséquence (Aftermath)
2. L'inné et l'acquis (Nature Vs. Nurture)
3. L'heure des comptes (Now You're Gonna Pay)
4. Le droit chemin (The Right Path)
5. Miyagi-Do  (Miyagi-Do)
6. Le roi Cobra (King Cobra)
7. Obstacles (Obstáculos)
8. Le bon, la brute et l'aigle (The Good, The Bad, and the Badass)
9. Feel The Night (Feel The Night)
10. 19 décembre (December 19)

### Quatrième saison (2021)
La quatrième saison est disponible depuis le 31 décembre 2021 sur Netflix.
1. Au boulot (Let's Begin)
2. Apprendre à marcher (First Learn Stand)
3. Avant de voler (Then Learn Fly)
4. Bicéphale (Bicephaly)
5. Balle de match (Match Point)
6. Ça attire les nanas (Kicks Get Chicks)
7. Champ de mines (Minefields)
8. La fête (Party Time)
9. La chute (The Fall)
10. L'ascension (The Rise)

### Cinquième saison (2022)
La cinquième saison est disponible depuis le 9 septembre 2022 sur Netflix.
1. Loin de la maison (Long Long Way Home)
2. Taupe et sombreros (Molé)
3. Un jeu dangereux (Playing with Fire)
4. Terrain glissant (Downward Spiral)
5. Les grands moyens (Extreme Measures)
6. Ouroboros (Ouroboros)
7. On ne fait pas d'omelette… (Bad Eggs)
8. Taikai (Taikai)
9. Survie (Survivors)
10. La tête du serpent (Head of the Snake)

### Sixième saison (2024-2025)
La sixième saison est divisée en 3 parties (composée de 5 épisodes chacune) sortant le 18 juillet 2024, le 15 novembre 2024 et le 13 février 2025 sur Netflix.
1. La Vallée apaisée (Peacetime in the Valley)
2. Le Prix (The Prize)
3. La nuit porte conseil (Sleeper)
4. Outsiders (Underdogs)
5. Best of the Best (Best of the Best)
6. Benvinguts a Barcelona (Benvinguts a Barcelona)
7. Un mal de chien (Dog in the fight)
8. Turbulences en tous genres (Snakes on a plane)
9. Les Princes de la ville (Blood in blood out)
10. Eunjangdo (Eunjangdo)
11. L'épreuve du feu (Into the fire)
12. Sonnés (Rattled)
13. Tous ces squelettes (Skeletons)
14. Frappe le dernier (Strike Last)
15. L'ancien roi des tarés (Ex-Degenerate)

## L'univers Miyagi
Les personnages des quatre films originaux Karaté Kid (1984), Karaté Kid : Le Moment de vérité 2 (1986), Karaté Kid 3 (1989) et Miss Karaté Kid (1994), constituent l’univers Miyagi autour duquel a été créé Cobra Kai. Ainsi, dès le lancement de la saison 1, l’ensemble des acteurs : Elisabeth Sue (Ali Mills) de Karaté Kid,; Tamlyn Tomita (Kumi Ko) et Yuji Okumoto (Chozen Toguchi) de Karaté Kid : Le Moment de vérité 2 ; Roby Lively (Jessica Andrews), Thomas Ian Griffith (Terry Silver) et Sean Kanan (Mike Barnes) de Karaté Kid 3 ; ont tous discuté leur intérêt pour la série,.
Depuis 2019, il y a une discussion autour de la potentielle participation d’Hilary Swank (Julie Pierce, Miss Karaté Kid) dans Cobra Kai. Lorsque la question lui a été posée en 2019, elle a déclaré que ce serait une opportunité d’un « combat » avec Ralph Maccio.
En 2020, les scénaristes ont ajouté : « on parle d’absolument tous les personnages qui appartiennent à l’univers Miyagi, on a évidemment parlé de Julie Pierce. Quant à la question de son apparition ou non dans la série, vous devrez attendre pour le savoir ».
En 2022, lorsque la question de sa participation à de nouveauté été posée, Hilary Swank a déclaré qu’elle n’était « pas dans Cobra Kai, personne ne m’a demandé d’être dans Cobra Kai… personne ne m’a appelé !… Mais c’est marrant, c’est la question qu’on me pose le plus et personne ne m’a appelé ? ». Quelques semaines plus tard, Ralph Maccio a répondu à des questions à propos des commentaires d’Hilary Swank : « ça dépend de Jon (Hurwitz), Josh (Heald) et Hayden (Schlossberg), les créateurs de la série et des scénaristes. On est toujours en collaboration et on parle toujours de tout. Ils savent écouter et c’est pour ça que comme j’ai dit, c’est important pour eux et pour moi. Donc je pense que c’est pour ça que ça marche. Je pense qu’il y a de la place dans l’univers Miyagi… on pourrait imaginer que Julie Pierce et Daniel Larusso se connaissent bien que les scènes n’existent pas et que je n’apparaisse pas dans ce film en particulier. La créativité des gars et le fait qu’ils ne créent pas juste pour faire plaisir aux fans m’impressionnent tout le temps. Ils créent des histoires qui fonctionnent et améliorent les personnages. Et le fait que ça plaise aux fans aussi, c’est ça qui fait que ça fonctionne à tous les niveaux. Voilà, c'est ma longue réponse à une question courte: je ne sais vraiment pas mais je suppose que si l'opportunité se présente, elle sera saisie".
Jon Hurwitz a également clarifié ce qui ne serait pas considéré dans l'univers Miyagi. À la question de savoir si le dessin animé Karaté Kid appartient à l'univers Miyagi, il a déclaré : "le dessin animé Karaté Kid n'est pas pris en compte, mais il y a un œuf de Pâques dans la saison 3". L’œuf était "le temple de Miyagi-do, aperçu au dojo de Chozen Togushi (en) à Okinawa, dans le milieu de la saison. Les objets anciens avaient été retrouvés par Daniel Larusso et Mr Miyagi dans la mini-série animée de 13 épisodes de 1989". Les scénaristes ont également dit qu'ils n'utiliseraient pas les personnages du film de 2010, remake qui n'appartient pas à l'univers Miyagi. "Nous l'avons totalement exclu. Jackie Chan est mentionné dans la saison 1 comme acteur et artiste. Si les personnages de notre série ont vu un film nommé Karaté kid, ils ont vu celui-là". Ces déclarations deviennent incohérentes à la suite de la sortie de Karaté Kid : Legends, dont l’intrigue réunit Daniel LaRusso et Mr Han, incarné par Jackie, officialisant le remake dans le Miyagi-verse.

## Accueil critique
La première saison est très bien accueillie par la critique. Sur l'agrégateur américain Rotten Tomatoes, cette première saison recueille 100% d'avis favorables et une note moyenne de 7,54⁄10 pour 44 critiques. Le consensus de ce site met en avant la continuité de la série avec la franchise cinématographique, la nostalgie ainsi que des personnages très bien écrits. La série est la meilleure série de 2018 sur le site. Sur Metacritic, la saison 1 obtient une note moyenne de 69⁄100, pour 18 critiques.
La seconde saison reçoit elle aussi de bonnes critiques. Sur Rotten Tomatoes, elle totalise 88% d'opinions favorables et une notation moyenne de 7,39⁄10, pour 26 critiques. Sur Metacritic, la saison 2 obtient une moyenne de 66⁄100 pour 7 critiques.
En France, la série est également plutôt bien accueillie. En mai 2018, Charles Martin de Première écrit notamment « Soyons clair, on n'attendait pas grand chose de cette petite série sans ambition, qui surfe grossièrement sur la vague des années 80 de la télé américaine [...] Sans jamais avoir été un fan absolu de Karaté Kid (que je n'avais d'ailleurs pas revu depuis au moins une décennie), on est resté scotché par cette histoire surréaliste, mais tellement cohérente ». Pour Pierre Langlais de Télérama, la série est « une réussite, entre hommage aux films cultes et habile questionnement sur l’avenir des perdants ». Dans Le Parisien, on peut notamment lire qu'il s'agit d'une « fiction récréative, efficace et bien fichue » avec un « humour incisif [...] On est rapidement séduit ».

## Commentaires
- La série reprend des images tirées des films. On peut ainsi revoir Pat Morita (M. Miyagi) ou encore Elisabeth Shue (Ali Mills). L'équipe de la série a également repris des images non utilisées pour le premier film, que le réalisateur John G. Avildsen n'avait pas conservées dans le montage final (notamment des plans de Daniel face à Johnny dans le combat final)[67].
- Jesse Kove, le fils de Martin Kove (l'interprète de John Kreese), fait une apparition dans l'épisode 2 de la troisième saison lors du flashback de Kreese jeune. Jesse joue un des jeunes adolescents qui harcèlent le jeune Kreese, dans le diner où il travaille.
- Parmi tous les acteurs de la série, seul trois acteurs ont pratiqué le karaté: Tanner Buchanan et Jacob Bertrand ont la ceinture bleue et Owen Morgan, qui joue Bert, est le seul à avoir la ceinture noire.
- Les acteurs Jonathan Avildsen et Christopher Paul Ford, les interprètes de Snake et Dennis dans Karaté Kid 3, ont affirmé qu'ils seraient intéressés par un retour de leurs personnages dans la série en tant qu'allié de Terry Silver, surtout que le personnage de Snake est son fils.

Snake ne peut être le fils de Terry Silver car dans la série, il dit bien qu'il n'a pas d'enfants.

## Jeu vidéo
Un jeu vidéo inspiré de la série, Cobra Kai: The Karate Kid Saga Continues, sort le 27 octobre 2020.